# فالتر نيرنست
فالتر هيرمان نيرنست (بالألمانية: Walther Nernst) هو كيميائي وفيزيائي ألماني ولد في 25 يونيو 1864 وتوفي في 18 نوفمبر عام 1941. اهتمّ بدراسة الضّغط التّناضُحي، والتّأيُّن، والسّمعيّات الكهربائيَّة، والفيزياء الفلكية، قام بالعديد من الأبحاث في مجال الكيمياء الكهربية والتحريك الحراري وكيمياء الحالة الصلبة، كما يُعرف بمعادلته المسماة باسمه (معادلة نرنست) الخاصة بالبطاريات.
درس ولتر نرنست الفيزياء والرياضيات في جامعات زيورخ وبرلين وغراتس. بعد أن عمل في لايبزغ أسس معهد الفزياء والكيمياء الكهربية في غوتينغن. اخترع نرنست في سنة 1898 اللمبة الكهربائية بالشعيرة المعدنية لتحل محل الشعيرة الكربونية.
نال جائزة نوبل في الكيمياء عام 1920 لإنجازاته العلمية في علم التحريك الحراري وسُلوك الموادّ في درجات الحرارة القريبة من الصفر المطلق، كما حصل على وسام فرانكلين سنة 1928. أوقف أبحاثه سنة 1933 وكان عندها أستاذًا للفيزياء في جامعة برلين.

## اقرأ أيضا
- معادلة نرنست
- فيلهلم أوستفالد
- طاقة هلمهولتز الحرة
- طاقة غيبس الحرة
- معادلة جيبس الأساسية

## روابط خارجية
- فالتر نيرنست على موقع الموسوعة البريطانية (الإنجليزية)
- فالتر نيرنست على موقع مونزينجر (الألمانية)
- فالتر نيرنست على موقع إن إن دي بي (الإنجليزية)